# 佐々木中
佐々木 中（ささき あたる、1973年8月2日 - ）は、日本の哲学研究者、作家。京都精華大学国際文化学部人文学科准教授。専門は現代思想、理論宗教学。学位は博士（文学）（東京大学)。

## 略歴
- 1973年8月 青森県青森市に生まれる
- 1989年7月 茨城県立水戸第一高等学校中途退学
- 1990年10月 大学入学資格検定合格
- 1994年4月 東京大学文科二類に入学し、1996年4月に同大学文学部思想文化学科宗教学宗教史学専修課程へ進学
- 1999年4月 東京大学大学院人文社会系研究科基礎文化研究専攻（宗教学宗教史学専門分野）修士課程に入学し、2001年3月に修了。修士（文学）の学位を取得[1]。
- 2001年4月 東京大学大学院人文社会系研究科基礎文化研究専攻（宗教学宗教史学専門分野）博士課程に進学し、2007年3月をもって単位取得満期退学[1]。同年9月博士論文「フーコー、ラカン、ルジャンドルにおける宗教と主体の形成をめぐる探究」で、東京大学大学院人文社会系研究科から博士（文学）の学位を取得[2]。
- 立教大学、東京医科歯科大学教養部非常勤講師[3]などを経て、2015年4月、京都精華大学人文学部教員に就任[4]し、現職に至る。

## 人物
- 博士論文を単行本化した大著『夜戦と永遠』で注目され、『切りとれ、あの祈る手を』で紀伊國屋じんぶん大賞2010受賞。
- 2010年に「九夏前夜」を『増刊 早稲田文学』に掲載し小説デビュー。
- TBSラジオ『ライムスター宇多丸のウィークエンドシャッフル』へのゲスト出演歴あり[5]。
- 産経新聞読書面に随筆寄稿を求められ、“何をテーマにしてもよい、極論、『共産党宣言』でも”という条件の下、石原慎太郎の『新・堕落論』をテーマに1本書いたところ、産経から掲載を拒否されたという。これについて“担当の説明は丁寧だった。これは明白に産経という社の体質、方針であろう。遺憾であり抗議する”と述べている[5]。

## 著書

### 評論
- 『夜戦と永遠──フーコー・ラカン・ルジャンドル』（以文社、2008） - 博士論文　
  - （増訂版）『定本 夜戦と永遠』（上・下）（河出文庫、2011）
- 『切りとれ、あの祈る手を──〈本〉と〈革命〉をめぐる五つの夜話』（河出書房新社、2010）
- 『足ふみ留めて──アナレクタ1』（河出書房新社、2011）
- 『この日々を歌い交わす──アナレクタ2』（河出書房新社、2011）
- 『砕かれた大地に、ひとつの場処を──アナレクタ3』（河出書房新社、2011）
- 『この熾烈なる無力を──アナレクタ4』（河出書房新社、2012）
- 『踊れわれわれの夜を、そして世界に朝を迎えよ』（河出書房新社、2013）
- 『仝（どう）: selected lectures 2009 - 2014』（河出文庫、2015）※「アナレクタ」シリーズから再編集[6]。
- 『戦争と一人の作家：坂口安吾論』（河出書房新社、2016）ISBN　978-4-309-24750-2
- 『万人のための哲学入門：この死を謳歌する』（草思社、2024）ISBN　978-4-7942-2758-4

### 小説
- 『九夏前夜』（河出書房新社、2011）、初出は「早稲田文学増刊π」2010
- 『しあわせだったころしたように』（河出書房新社、2011）
- 『晰子の君の諸問題』（河出書房新社、2012）
- 『夜を吸って夜より昏い』（河出書房新社、2013）
- 『らんる曳く』（河出書房新社、2013）
- 『短夜明かし』（河出書房新社、2014）
- 『神奈備』（河出書房新社、2015）

### 翻訳
- フリードリヒ・ニーチェ『ツァラトゥストラかく語りき』（河出文庫、2015）ISBN　978-4-309-46412-1

### 共著
- （いとうせいこう）『BACK 2 BACK』（河出書房新社、2012）ISBN　978-4-309-02089-1　※共作小説

### 分担執筆
- 「生への侮蔑「死の物語」の反復」、河出書房新社編集部編『村上春樹『1Q84』をどう読むか』（河出書房新社、2009年）ISBN 978-4-309-01933-8
- 「砕かれた大地に、ひとつの場処を」、河出書房新社編集部編『思想としての3・11』（河出書房新社、2011年）ISBN　978-4-309-24554-6
- 「踊れわれわれの夜を、そして世界に朝を迎えよ」、磯部涼編著『踊ってはいけない国、日本：風営法問題と過剰規制される社会』（河出書房新社、2012年）ISBN　978-4-309-24601-7
- 「ゲン、爆心地の無神論者」、河出書房新社編集部編『『はだしのゲン』を読む』（河出書房新社、2014年）ISBN　978-4-309-02262-8
- 「ニーチェを読み解く」桐光学園中学校・高等学校編『わたしがつくる物語：13歳からの大学授業』（水曜社、2014年）ISBN　978-4-88065-347-1
- 「仮の、往生の、傳の、試みの、文」、『古井由吉 : 文学の奇蹟』（河出書房新社、2020年）ISBN 978-4-309-02897-2